# Верхолесье (Киевская область)
Верхолесье (укр. Верхолісся) — село, входит в Иванковский район Киевской области Украины.
Население по переписи 2001 года составляло 32 человека. Почтовый индекс — 07230. Телефонный код — 4591. Занимает площадь 0,4 км². Код КОАТУУ — 3222081202.

## Местный совет
07230, Київська обл., Іванківський р-н, с. Жміївка